# Tiger Cruise - Missione crociera
Tiger Cruise - Missione crociera (Tiger Cruise) è un film per la televisione, pubblicato il 6 agosto 2004 su Disney Channel.

## Trama
L'adolescente Maddie Dolan vive a San Diego e non vede l'ora che arrivi il giorno in cui suo padre Gary, un comandante della Marina degli Stati Uniti, così si ritirerà dal servizio militare in modo da poter condividere la vita di Maddie a casa con sua sorella Kiley e la loro madre Kate. Il padre di Maddie la invita a partecipare alla crociera delle tigri di una settimana per le famiglie dei militari e i loro amici a bordo della portaerei USS Constellation. Lei parte e incontrerà i compagni adolescenti Anthony e Tina. Tina è affascinata dall'esercito, sua sorella maggiore Grace è un pilota della marina degli Stati Uniti. Anthony, un aspirante batterista di New York City, preferirebbe non avere nulla a che fare con i militari, anche se suo fratello maggiore Kenny è un marinaio. Maddie si lega anche al piccolo Joey, la cui madre è una "Squid" (gergo navale per marinaio) a bordo della Constellation.
Il 10 settembre 2001 (un giorno dall'inizio della crociera), le "Tigri" sono entusiasti dello spettacolo aereo. Tina spera di scattare foto dal ponte di volo al decollo dell'aereo di Grace. Tuttavia, la cabina di pilotaggio è un'area riservata a causa delle norme di sicurezza; il personale non militare deve assistere dal "Vulture's Row". Tina, Maddie e Anthony si travestono da membri dell'equipaggio del ponte in modo che Tina possa ottenere le foto che desidera. I tre vengono riconosciuti dall'istruttore e portati nell'ufficio del capitano Anderson. Il Capitano rimprovera gli adolescenti per le loro azioni sconsiderate, avvertendoli che la violazione di qualsiasi ulteriore regolamento porterà tutti e tre confinati nei loro alloggi fino all'attracco della nave. Dopo che i ragazzi si sono ritirati, Anderson ammette alle loro famiglie che - più di ogni altra cosa - le sue minacce avevano lo scopo di spaventare il trio e tenerli al sicuro.
Gary, Grace e Kenny esprimono la loro delusione per quello che è successo durante lo spettacolo aereo. Il comandante Dolan racconta a Maddie di un altro tragico incidente in cui un membro dell'equipaggio è stato ucciso mentre atterrava da un jet durante le manovre di esercitazione. Maddie rivela in lacrime la sua vera ragione per cui ha accettato il suo invito: non le piacciono le ripercussioni negative che derivano dall'essere un peste militare. Maddie ricorda come lei e Kiley furono derise il primo giorno a scuola e sospese per aver litigato. Gary accetta di tornare a casa dopo il viaggio.
L'11 settembre 2001, l'equipaggio ei passeggeri vengono a conoscenza degli attacchi terroristici al World Trade Center e al Pentagono. Con la Constellation in stato di allerta improvvisamente, Tina si rende finalmente conto della verità dietro le affermazioni di sua sorella riguardo al lato meno affascinante della vita militare. Anthony teme per la sicurezza delle persone che conosceva che avevano un lavoro nelle Torri Gemelle. Maddie sperimenta l'onore, il coraggio e l'impegno di suo padre per la sua famiglia e anche la sua volontà di fare sacrifici per il loro paese. Anche se sconvolta dal fatto che suo padre sia ancora necessario nell'esercito, lei e i suoi compagni Tigri esprimono il loro orgoglio e sostegno spiegando una gigantesca bandiera americana sul ponte di volo del Constellation. Maddie, avendo concluso che essere una "peste" non è poi così male, dopotutto, dice a suo padre e ai suoi compagni di squadra di continuare a fare quello che fanno.